# Conta poupança médica (Estados Unidos)
Nos Estados Unidos, uma conta poupança médica (MSA) refere-se a um programa de conta poupança médica, geralmente associado a indivíduos autônomos, no qual podem ser feitos depósitos com imposto diferido para despesas médicas. Os saques do MSA são isentos de impostos se forem usados para pagar despesas médicas qualificadas. O HSA deve ser associado a um plano de saúde de alta franquia (HDHP). Os saques do HSA são destinados ao pagamento das despesas dedutíveis em um determinado ano. Os fundos da conta do MSA podem cobrir despesas relacionadas à maioria das formas de assistência médica, invalidez, assistência odontológica, assistência oftalmológica e assistência de longo prazo, independentemente de as despesas terem sido cobradas por meio do seguro qualificado ou de outra forma.
Quando a franquia do plano for atingida em um determinado ano, o HDHP pagará todas as despesas médicas cobertas restantes nesse ano. Se houver fundos remanescentes na MSA no final do ano, os fundos podem ser transferidos para o ano seguinte ou podem ser retirados como renda tributável.
As HSAs são semelhantes às contas de poupança de saúde (HSAs), que foram estabelecidas como parte do Medicare Prescription Drug, Improvement, and Modernization Act de 2003.

## História
A poupança médica foi apresentada pela primeira vez ao mundo como um método alternativo de financiamento nacional de saúde no esquema Medisave de Singapura já na década de 1980. Isso se baseou na preocupação com o aumento das taxas de envelhecimento da população e com os métodos atuais de pagamento público para a saúde por meio de impostos ou seguros, uma vez que esses sistemas de financiamento de pagamento conforme o uso resultam em impostos ou prêmios anuais mais altos. Esses sistemas são insustentáveis diante do rápido envelhecimento da população e da futura redução da base de jovens.
Recentemente, essas economias médicas foram usadas para pagar o financiamento da assistência médica devido às exigências de gastos emergenciais decorrentes da pandemia e, portanto, para evitar o financiamento do déficit pelo governo.
A ideia do MSA vem do empresário Stephen Wischweh - ele estava preocupado com o problema do excesso de seguros. Ele argumentou que o excesso de seguro estava aumentando o custo das despesas de saúde. Além disso, ele argumentou que se os pacientes (em vez de terceiros pagadores) pagassem suas próprias despesas médicas, o custo da assistência médica diminuiria. O Sr. Wischweh criou essa nova abordagem para a assistência médica voltada para o consumidor enquanto dirigia uma corretora de assistência médica em Illinois no final da década de 1980, a American Benefit Consultants. No início e meados da década de 1990, Stephen implementou seu princípio revolucionário de assistência médica por meio de sua empresa de seguros na Flórida, a Proweh Health Systems Inc (Clearwater, FL). Stephen Wischweh faleceu em 1998, vítima de câncer, mas sua visão definitiva das Contas de Gastos Flexíveis é hoje amplamente utilizada nos Estados Unidos e em outros países.
No início da década de 1990, think tanks como o National Center for Policy Analysis e seguradoras como a Golden Rule Insurance Company começaram a promover a aprovação de uma lei que permitiria contribuições isentas de impostos para uma conta poupança médica. Embora o Congresso dos Estados Unidos estivesse sob controle republicano e o conceito de MSA fosse fundamental para a agenda de saúde do Partido Republicano, uma lei federal de MSA não se concretizou durante a década de 1990. Entretanto, o Congresso aprovou um piloto de MSA como parte da Health Insurance Portability and Accountability Act (HIPAA) em 1996. Nesse meio tempo, alguns estados também aprovaram a legislação de MSA. O Missouri foi o primeiro estado a fazer isso em 1993. Em 1998, 25 estados tinham alguma forma de legislação sobre MSA, oferecendo uma redução de impostos estaduais para aqueles que abrissem MSAs.
O MSA para pessoas ou empresas autônomas é agora chamada de "Archer MSA" pelo Internal Revenue Service (IRS). O termo "Archer MSA" refere-se ao patrocinador da emenda da HIPAA que criou as contas em 1996, o congressista Bill Archer, do Texas. A Archer MSA é considerada um programa piloto do IRS que deve ser estendido pelo Departamento do Tesouro dos Estados Unidos periodicamente.

### Objetivo e vantagens
O Archer MSA destina-se a ser usado por indivíduos autônomos e pequenas empresas com menos de 50 funcionários. O plano é totalmente autodirigido, incluindo sua configuração inicial e a conformidade com os limites do plano.
O plano permite que um participante duplo financie uma conta isenta de impostos para despesas médicas incorridas antes que um plano de seguro associado de "alta franquia" comece a cobrir essas despesas. O indivíduo associa a MSA a um plano de "seguro catastrófico", que tem prêmios mais baixos do que os planos com franquias mais baixas.
O indivíduo deposita fundos na MSA para cobrir despesas médicas; esses depósitos são isentos de imposto de renda. Qualquer dinheiro adicionado à conta pode ser transferido para outro ano se não for utilizado. Os MSAs são contas de investimento, podem se acumular acima do nível dedutível, podem ser usadas para investimentos qualificados e crescer sem impostos. A conta MSA pode ser convertida em um plano de poupança IRA padrão depois que um determinado limite de idade for atingido. Os valores contribuídos para poupança médica não impõem um limite às contribuições padrão do IRA.
Entre as despesas médicas que podem ser pagas com uma conta MSA estão os prêmios para cobertura de cuidados de longo prazo, cobertura de saúde paga durante o recebimento de benefícios de desemprego ou qualquer forma de cobertura de continuação de cuidados de saúde exigida por qualquer lei federal.
O risco é que o titular de uma conta MSA pode descobrir que suas despesas médicas superam as contribuições que ele pode fazer.